# Daltonia mittenii
Daltonia mittenii là một loài rêu trong họ Daltoniaceae. Loài này được Kis mô tả khoa học đầu tiên năm 1984.